# Nanofiltração

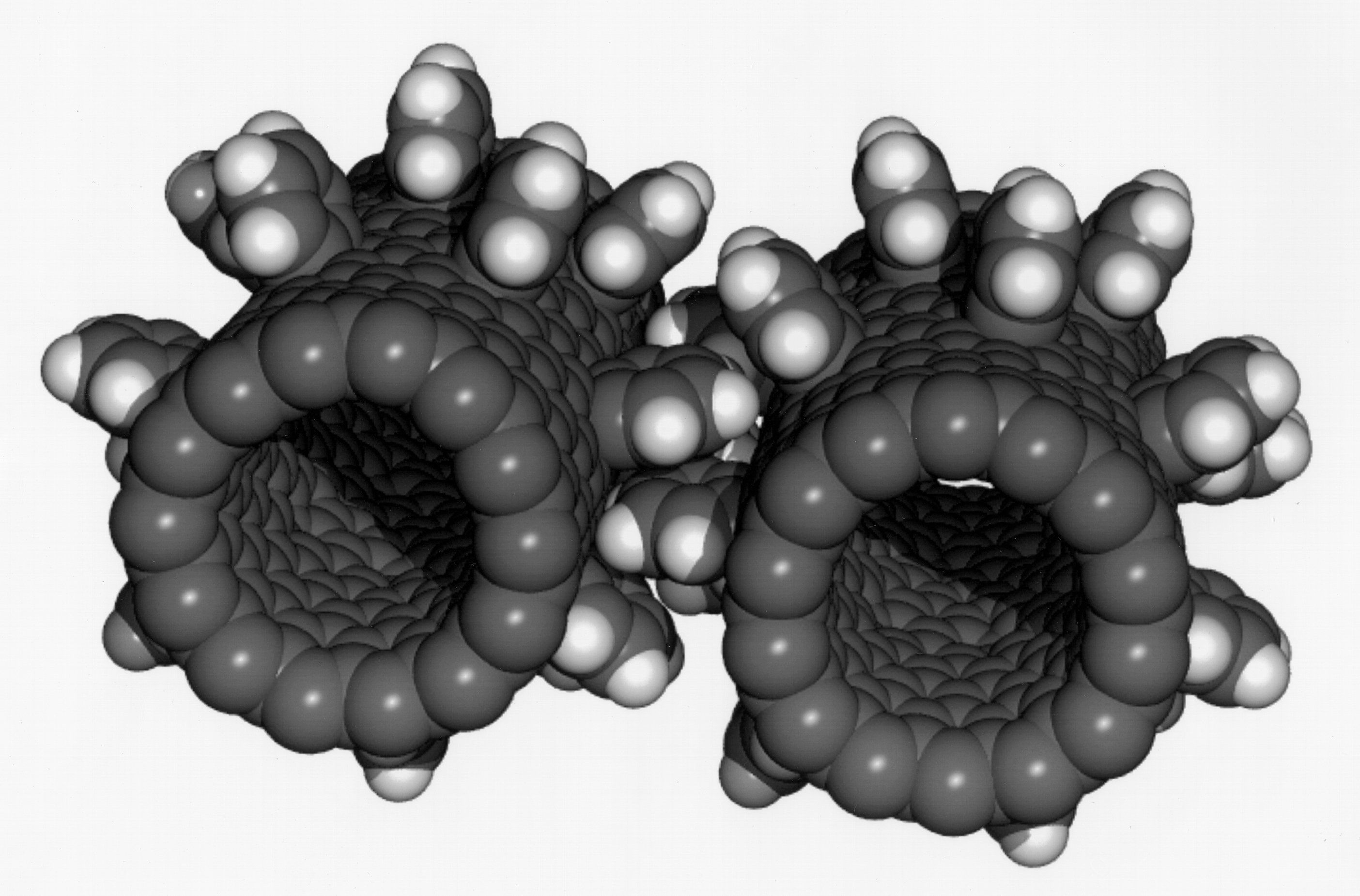

A Nanofiltração é o processo de separação por membranas, movido pela diferença de pressão, que tem sofrido o maior desenvolvimento em anos recentes. As membranas destes processos foram assim denominadas uma vez que apresentam cut-offs correspondentes a poros com cerca de 1 nanómetro. Contudo, a rejeição de moléculas carregadas e íons simples, é influenciada pela carga da membrana.
Tamanho do poro 0,05-1 micrometro, tamanho da partícula 300-100 ºDA é usada com pressões elevadas e fluxo baixo.
Membranas de nanofiltração vem tendo um longo caminho desde que foi introduzida ao final dos anos 80. Com propriedades entre a ultrafiltração e a osmose reversa, membranas nanofiltração vem sendo usado em aplicações especiais, principalmente em tratamento de água, efluentes e dessalinização. Outras aplicações incluem fármacos e biotecnologia, alimentos e aplicações em tipos não aquosos. O desenvolvimento significante tem tomado lugar em termos da fundamental compreensão dos mecanismos de transporte em membranas nanofiltração. Estes tem sido traduzido em um modelo preditivo baseado na modificação estendida da equação de Nernst-planck. Variação similar de métodos vem sendo usada para fabricar melhores membranas especiais de nanofiltração através da incorporação de polimerização interfacial de nanoparticulas e outros aditivos, UV enxertia/fotografia, irradiação por feixe de elétrons, tratamento de plasma e modificação de camada por camada.
Novas aplicações estão sendo exploradas por muitas industrias. Contudo, incrustações são ainda questões prevalentes que pode dificultar a aplicação bem sucedida de membranas nanofiltração. Esforços para prevenção de incrustações nas membranas de nanofiltração, bem como processos mitigação também tem sido reportada.